# Upplands runinskrifter 848
Upplands runinskrifter 848 är en runsten vid Torresta, Västeråkers socken, Uppsala kommun i Uppland.

## Runstenen
U 848 är belägen ett par meter norr om vägen mellan Balingsta och Uppsala-Näs, mellan Kumla och Torresta, ungefär 30 meter nordost om avtagsvägen mot Västeråkers kyrka. Ristningen är vänd mot vägen.
Ristningen är huggen på ena sidan av ett flyttblock av ljusgrå granit. Blocket är ungefär 2,3 meter högt och 2 meter brett. Själva ristningen är 1,37 meter hög och 1,16 meter bred. Ristningen är ganska djup och välbevarad, och därmed tydlig och säker att tolka.

## Inskriften
Translitterering av runraden:
rikuiþr · auk biurn · litu raisa stain þina eftR þostain
Normalisering till fornvästnordiska:
Ríkviðr ok Bjôrn létu reisa stein þenna eptir Þorstein.
Översättning till nusvenska:
Rikvid och Björn läto resa denna sten efter Torsten.
Inskriften är ovanlig på så vis att det inte är angivet vilken relation Rikvid och Björn har till Torsten. Mansnamnet Rikvid är sällsynt även om det finns några fler exempel på uppländska runstenar och senare från medeltiden. Det är inte känt från nordiska källor utanför Sverige.

## Historia
U 848 var känd av Johannes Bureus som upptecknade inskriften i september 1639. Enligt en anteckning av Richard Dybeck skall det ha funnits en annan runsten alldeles i närheten, men som tagits till vägfyllnad. 1946 såg Riksantikvarieämbetet till att stenen rätades upp igen eftersom den med tiden hamnat i ett förskjutet läge så att ristningen knappt gick att se.